# Фаллон (Франция)
Фалло́н (фр. Fallon) — коммуна во Франции, находится в регионе Франш-Конте. Департамент — Верхняя Сона. Входит в состав кантона Виллерсексель. Округ коммуны — Люр.
Код INSEE коммуны — 70226.

## География
Коммуна расположена приблизительно в 350 км к юго-востоку от Парижа, в 50 км северо-восточнее Безансона, в 28 км к юго-востоку от Везуля.

## Население
Население коммуны на 2010 год составляло 314 человек.
| 1962 | 1968 | 1975 | 1982 | 1990 | 1999 | 2010 |
| ---- | ---- | ---- | ---- | ---- | ---- | ---- |
| 333  | 331  | 342  | 325  | 340  | 322  | 314  |

## Администрация
| Период | Период | Фамилия       | Партия | Примечания |
| ------ | ------ | ------------- | ------ | ---------- |
| 2001   | 2004   | Паскаль Гийар |        |            |
| 2004   | 2014   | Пьер Вьено    |        |            |

## Экономика
В 2010 году среди 195 человек трудоспособного возраста (15—64 лет) 140 были экономически активными, 55 — неактивными (показатель активности — 71,8 %, в 1999 году было 65,7 %). Из 140 активных жителей работали 124 человека (74 мужчины и 50 женщин), безработных было 16 (6 мужчин и 10 женщин). Среди 55 неактивных 6 человек были учениками или студентами, 28 — пенсионерами, 21 были неактивными по другим причинам.

## Достопримечательности
- Замок Фаллон (XVIII век). Исторический памятник с 1994 года[3]
- Фонтан и общественная прачечная (1763—1764 годы). Исторический памятник с 1988 года[4]

## Фотогалерея

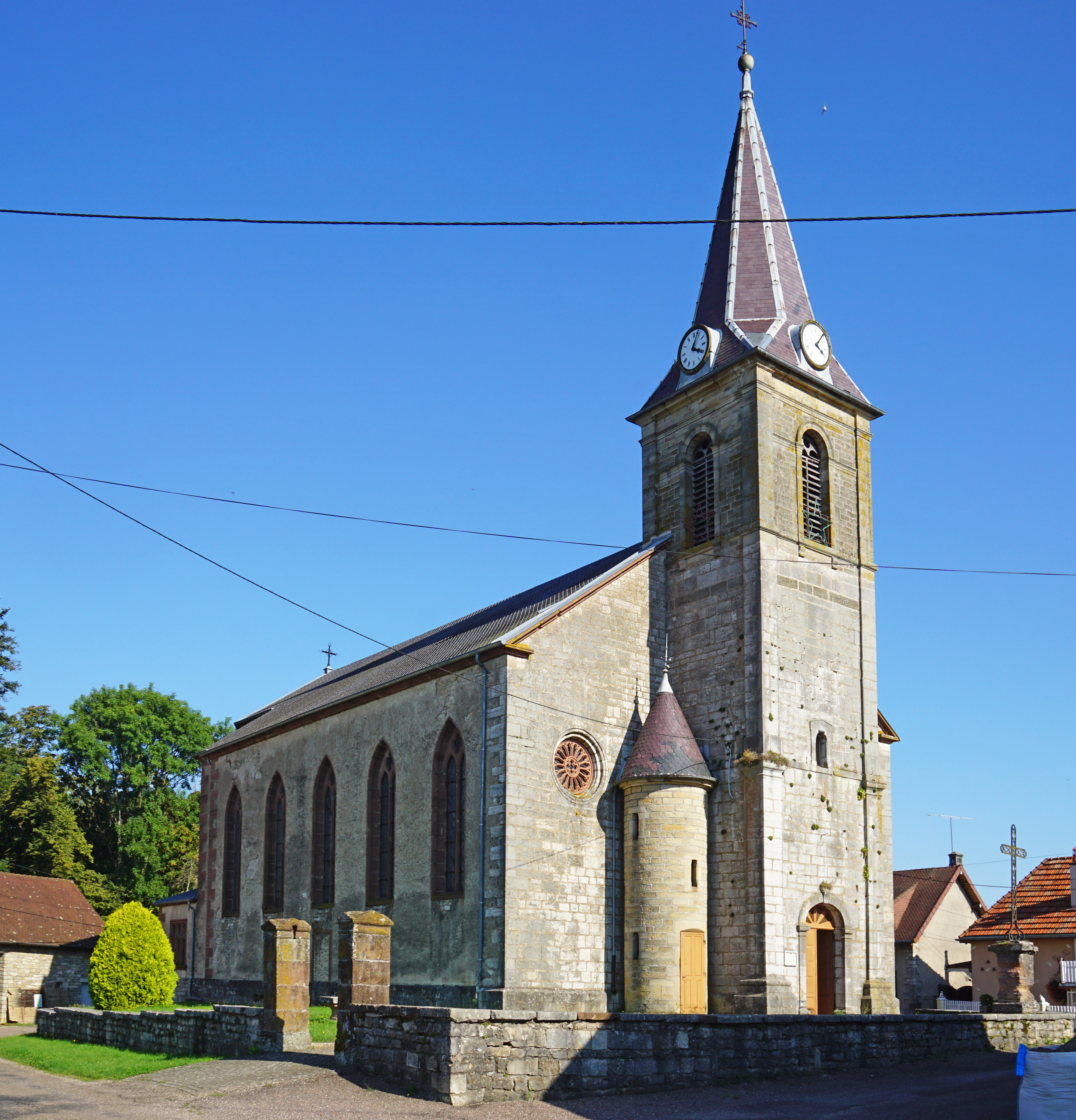
Церковь
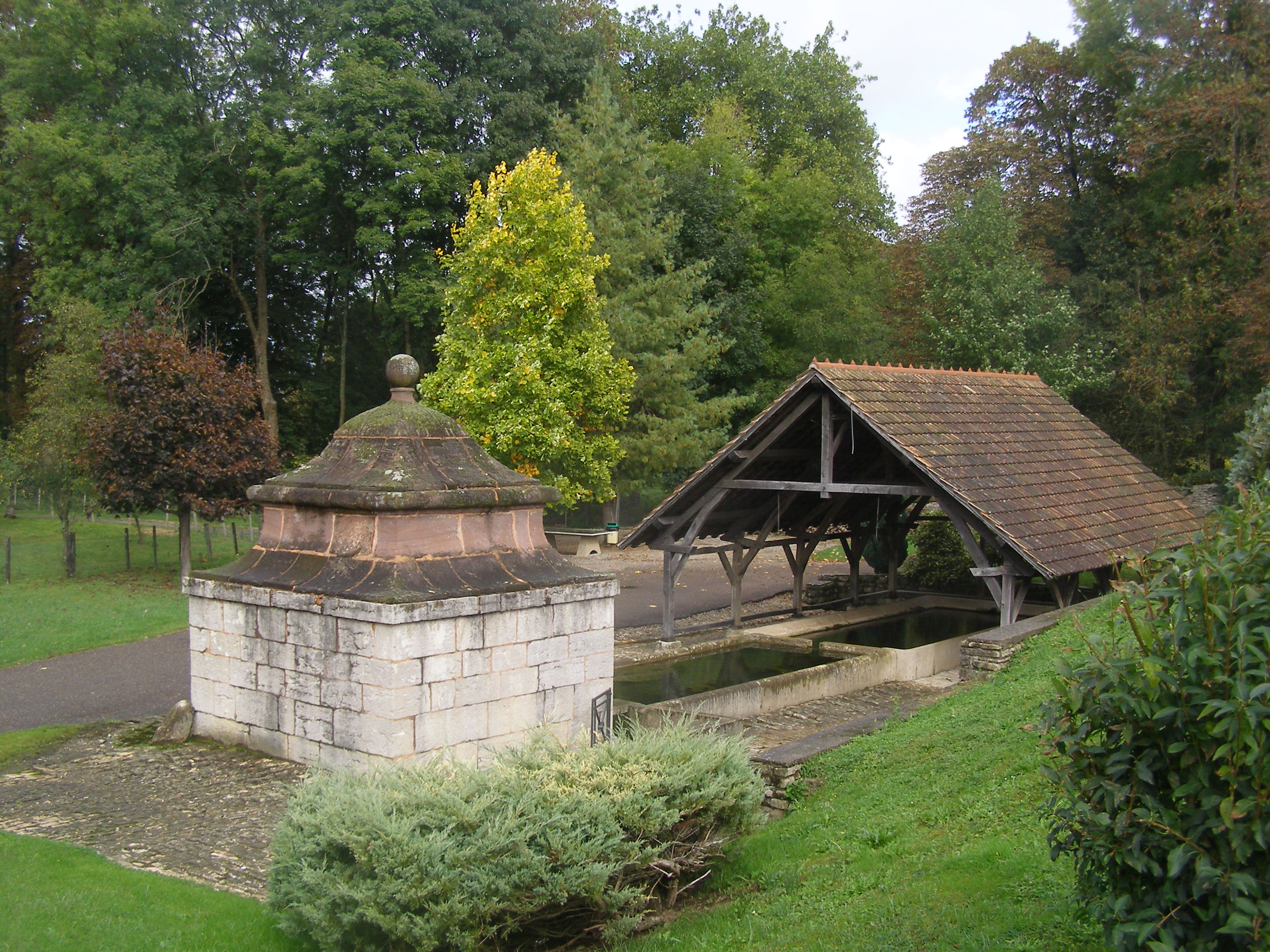
Фонтан и общественная прачечная
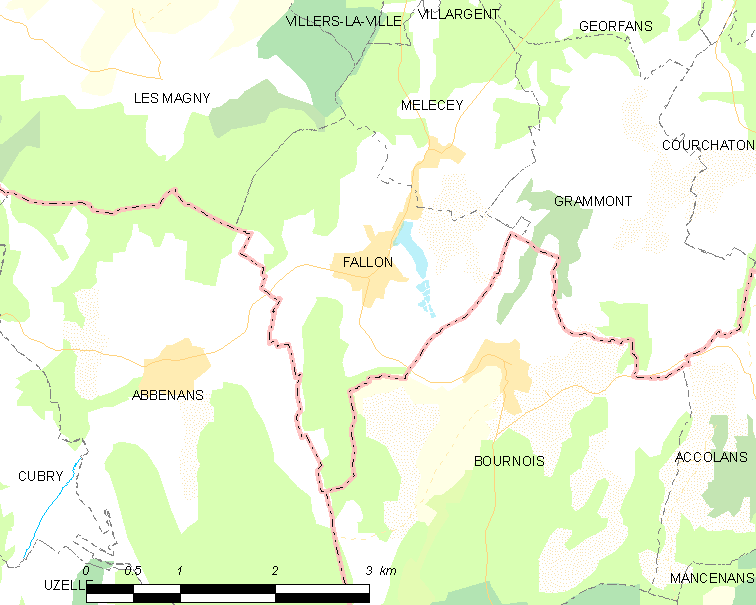
Карта коммуны